# Festival de la Canción de San Remo 1974
El vigésimo cuarto Festival de Sanremo aconteció en Sanremo desde el 7 marzo hasta el 9 de marzo de 1974.
Estuvo conducido por Corrado con Gabriella Farinon.
De Gabriella Farinon es la segunda participación consecutiva como coconductora del Festival y la tercera en general: la Farinon detenta los récords de conducción del Festival de Sanremo en cuanto concierne a las mujeres, seguida por Antonella Clerici, Gabriella Carlucci, Luciana Littizzetto, María De Filippi, María Giovanna Elmi, María Teresa Ruta, Anna Pettinelli y Tiziana Pini (que han conducido o coconducido el Festival en dos oportunidades).
Ganadora de la edición fue Iva Zanicchi con el tema Hola querida como estás?, que se convierte así en la cantante mujer que ha vencido más ediciones del Festival de Sanremo, habiéndose adjudicado la victoria de la competencia canora por tres veces, vencida solo por Domenico Modugno y Claudio Villa, ambos ganadores de cuatro ediciones del Festival.
Fue esta una edición no trascendente, signada por la escasa atención referida a la RAI (que transmitió en TV solo la velada final, mientras las primeras dos fueron en el aire solo por la radio) y con la indiferencia casi absoluta se perdieron también notables canciones como
Al modo mío, escrita por Claudio Baglioni e interpretada por Gianni Nazzaro.
A continuación, sin embargo, Río Grande, canción compuesta y presentada por Franco Simone, se convirtió en un éxito internacional, sobre todo en la versión española, con el título de Rio Grande. Todavía el tema está considerado un evergreen.
También este festival fue difundido por la RAI con telecamaras en colores para poder ser visto por aquellos países europeos conectados por medio de Eurovision (al igual que Francia y Alemania) cuyas televisiones transmitían ya en colores desde el fin de los años sesenta, mientras en Italia el festival será visible en colores solo a partir del 1977.
Junto a las ediciones del 1966, 1975 y 1976 de este festival hasta hoy en el archivo de la RAI no ha sido encontrada una grabación de la emisión de la última velada a causa de la costumbre de aquellos años de no registrar los acontecimientos en televisión directa. En el caso en objeto está representado solo un video parcial con temas no completos, en blanco y negro y privados de audio y también algunos clips transmitidos de televisiones de Latinoamérica en blanco y negro, con voz española narrante. Del video está disponible sobre YouTube parte de la exhibición de Iva Zanicchi, y tomada del programa Stracult, la exhibición de Mino Reitano con la canción Enamorados.

## Clasificación, canciones y cantantes
| Posición | Canción                   | Autores                                                      | Artista            | Votos |
| 1        | Hola querida, como estás? | (Cristiano Malgioglio, Claudio Daiano, Dinaro y Italo Ianne) | Iva Zanicchi       | 36    |
| 2        | Esta es mi vida           | (Luciano Beretta, Domenico Modugno y Elide Suligoj)          | Domenico Modugno   | 27    |
| 3        | Ojos rojos                | (Daniele Pace, Corrado Conti, Lorenzo Pilat y Mario Panzeri) | Orietta Berti      | 21    |
| F        | Está lloviendo dulcemente | (Maurizio Piccoli y Pino Donaggio)                           | Anna Melato        |       |
| F        | Mi vuelo blanco           | (Claudio Daiano, Flavio Zanon y Italo Ianne)                 | Emanuela Cortesi   |       |
| F        | Sin título                | (Vito Pallavicini, Alfredo Ferrari y Gino Mescoli)           | Gilda Giuliani     |       |
| F        | Si tienes miedo           | (Roberto Soffici, Máximo Guantini y Luigi Albertelli)        | Domodossola        |       |
| F        | Mon amí Tango             | (Daniele Pace, Corrado Conti, Lorenzo Pilat y Mario Panzeri) | Les Charlots       |       |
| F        | Noches del verano         | (A. Mammoliti, Aldo Buonocore y Claudio Celli)               | Valentina Greco    |       |
| F        | El loco de la aldea       | (Franco Migliacci, Claudio Mattone y Piero Pintucci)         | Nicola De Bari     |       |
| F        | Ah! El amor               | (E. Lombardo, G. Sebastianelli y Ermanno Capelli)            | Mouth & MacNeal    |       |
| F        | A modo mío                | (Claudio Baglioni y Antonio Coggio)                          | Gianni Nazzaro     |       |
| F        | A contraluz               | (Albano Carrisi y Paolo Limiti)                              | Al Bano            |       |
| F        | Enamorados                | (Luciano Beretta y Franco y Mino Reitano)                    | Mino Reitano       |       |
| F        | Un poco de coraje         | (Gian Pieretti y A. R. Mancino)                              | Rosanna Fratello   |       |
| F        | Caballos blancos          | (Miro, Giulifan y Bruno Casu)                                | Little Tony        |       |
| F        | Monica de las muñecas     | (Luciano Beretta y Elide Suligoi)                            | Milva              |       |
| F        | Sol amarillo              | (Maurizio Pequeños y Pino Donaggio)                          | Middle of the Road |       |

Notas: fue premiada solo la canción clasificada en primer lugar. Las restantes canciones finalistas están declaradas segundas a igual mérito. La segunda y tercera posición serán notificadas mañana por la prensa. La segunda y la tercera posición, si bien no comunicadas durante la manifestación, son consideradas prácticamente oficiales. Las ulteriores posiciones circulan gracias a fuentes alternative y no acreditadas por la organización oficial de esta edición del Festival de Sanremo. A las primeras tres posiciones siguen, según tales fuentes alternativas, en orden, los siguientes artistas: 4. Anna Melato, 5. Emanuela Cortesi, 6. Gilda Giuliani, 7. Domodossola, 8. Les Charlots, 9. Valentina Griego, 10. Nicola Di Bari, 11. Duo Mouth & MacNeal, 12. Gianni Nazzaro, 13. Albano, 14. Mino Reitano, 15. Rosanna Fratello, 16. Little Tony, 17. Milva, 18. Middle Of The Road

### No finalistas
| Posición               | Canción                                                      | Autores                      | Artista | Votos |
| Canta conmigo          | (Enrico Riccardi y Luigi Albertelli)                         | Kambiz                       |         |       |
| Cabellos sueltos       | (Donatella Rettore y Mario Pagano)                           | Donatella Rettore            |         |       |
| Cómplices              | (Luigi López y Carla Vistarini)                              | Riccardo Fogli               |         |       |
| Río grande             | (Franco Simone)                                              | Franco Simone                |         |       |
| La canta               | (Raoul Casadei, Enrico Muccioli y Al Pedulli)                | Orquesta Espectáculo Casadei |         |       |
| La mujer cuando piensa | (Mauro Galati y Ermanno Cabellos)                            | Paola Musiani                |         |       |
| Para una mujer mujer   | (Antonella Bottazzi)                                         | Antonella Bottazzi           |         |       |
| Aquí                   | (Paolo Amerigo Cassella, Riccardo Cocciante y Marco Luberti) | Rossella                     |         |       |
| Recomenzaría           | (Piero Soffici y Gian Pieretti)                              | Sonia Gigliola Conti         |         |       |
| Valentin tango         | (Luciano Beretta y Edilio Capotosti)                         | Piero Focaccia               |         |       |

## Reglamento
Participan en la competencia 28 temas.
14 pertenecientes al grupo A (con acceso automático a la final)
14 pertenecientes al grupo B (de tal grupo acceden a la velada final solo los cuatro intérpretes más votados en las primeras veladas)
FogliDel grupo B (con acceso subordinato a la votación de las primeras veladas) forman parte los siguientes artistas: Kambiz, Donatella Rettore, Anna Melato, Franco Simone, Emanuela Cortesi, Valentina Greco, Riccardo , Orquesta Espectáculo Casadei, Paola Musiani, Antonella Bottazzi, Rossella, Sonia Gigliola Conti, Domodossola, Piero Focaccia.
Tales cantantes fueron subdivididos, a los fines de las selecciones para la velada final, en dos grupos.
Un primer grupo se exhibió en la primera velada. Está compuesto por Valentina Greco, Domodossola, Rossella, Kambiz, Orquesta Espectáculo Casadei, Sonia Gigliola Conti, Donatella Rettore. Fueron admitidos a la final: Valentina Greco, Domodossola.
Un segundo grupo se exhibe en la segunda velada. Está compuesto de: Emanuela Cortesi, Piero Focaccia, Paola Musiani, Franco Simone, Antonella Bottazzi, Riccardo Fogli, Anna Melato. Están admitidas a la final: Emanuela Cortesi, Anna Melato.
Los restantes artistas participantes (siendo los mejores en el grupo A) se exhiben, una primera vez, en la primera y en la segunda velada, organizados en grupos de 7 elementos cada vez.
Estos tienen acceso directo a la final prevista en la jornada de sábado.
Artistas del grupo A exhibidos la primera noche: Rosanna Fratello, Gilda Giuliani, Nicola Di Bari, Duo Mouth & MacNeil, Gianni Nazzaro, Albano, Little Tony. Acceso automático a la final.
Artistas del grupo A exhibidos en la segunda noche: Orietta Berti, Les Charlots, IVA Zanicchi, Domenico Modugno, Mino Reitano, Middle Of The Road, Milva. Acceso automático a la final.

## Orquesta
Orquesta dirigida por los maestros: Carmelo Carucci, Tony De Vita, Romano Farinatti, Ezio Leoni, Gianfranco Lombardi, Natale Massara, Detto Mariano, Gianni Mazza, Gino Mescoli, Franco Orlandini, Piero Pintucci, Gian Franco Reverberi, Piet Souer, Sandro Toscani.

## Organización y dirección artística
Gianni Ravera, Vittorio Salvetti y Elio Gigante